# Fernanda Arellano
Marla Fernanda Arellano Germes, född 28 februari 2002, är en mexikansk konstsimmare. 

## Karriär
Vid panamerikanska spelen för juniorer 2021 i Cali tog Arellano tre guldmedaljer. Vid panamerikanska spelen 2023 i Santiago var hon en del av Mexikos lag som tog guld i lagtävlingen. Vid olympiska sommarspelen 2024 i Paris var Arellano en del av Mexikos lag som slutade på sjunde plats i lagtävlingen.